# Palazzo Pignone

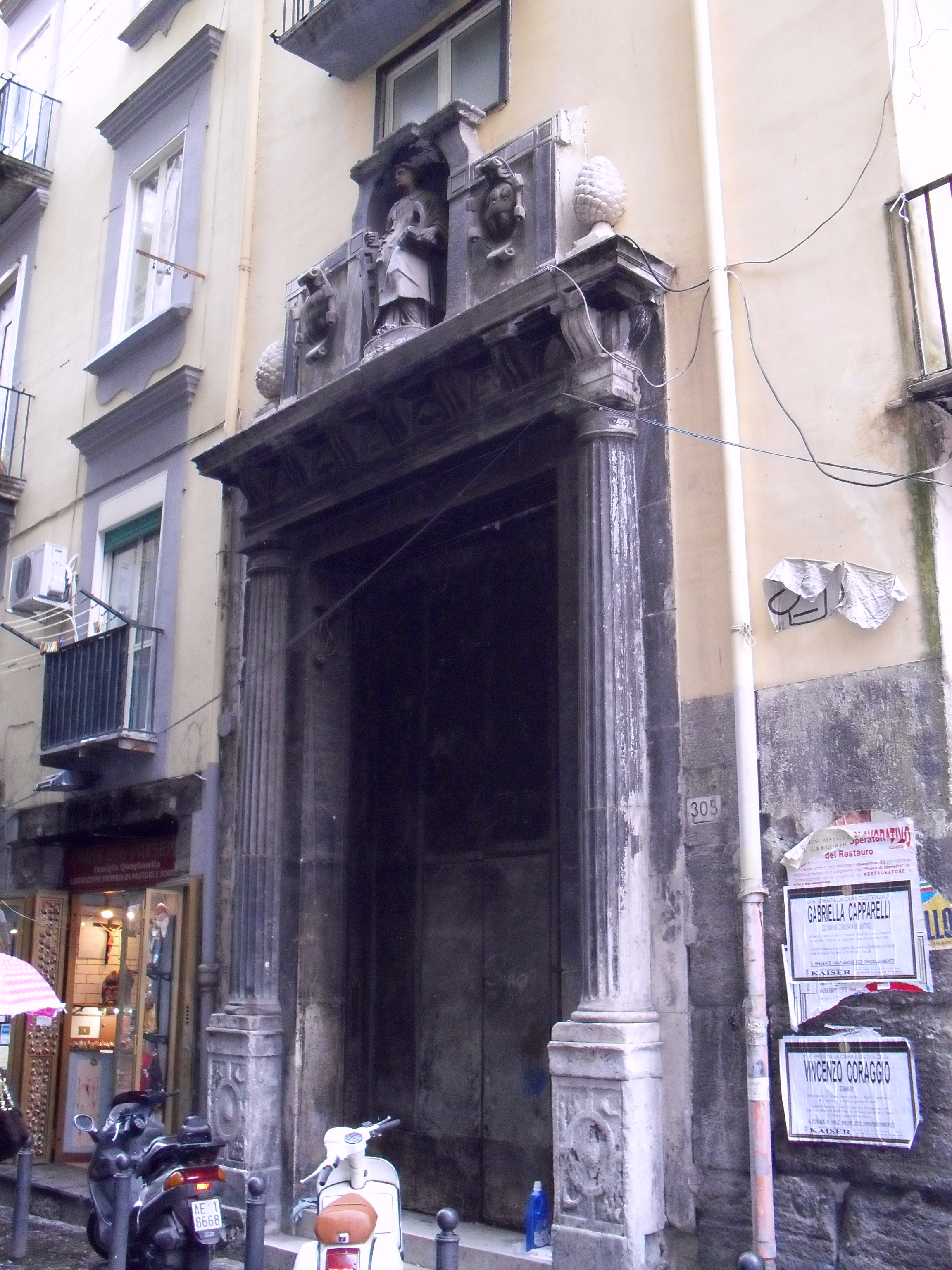
Palazzo Pignone in Neapel: Portal

Der Palazzo Pignone ist ein Palast aus dem 16. Jahrhundert im Viertel San Lorenzo in Neapel in der italienischen Region Kampanien. Er liegt in der Via dei Tribunali, 305.

## Geschichte und Beschreibung
Der Palast wurde im 16. Jahrhundert erbaut, der Name des Architekten in nicht bekannt. Zwei Jahrhunderte später wurde er umgebaut, wie die Stuckverzierungen an den Fenstern bezeugen. Der Palast hatte einen vielgelobten Garten, der im Auditorium einer der Theater der Stadt lag.
Im Laufe der Jahrhunderte wurde das Anwesen zahlreichen Erweiterungen unterzogen, vor allen Dingen im Laufe des 20. Jahrhunderts.
Der wertvollste Teil des Gebäudes ist das Portal, das einen strengen Kanon kompositorischer Regeln für die architektonische Ordnung widerspiegelt. Dies weist auf die klassische Ausbildung des Projektanten hin, der vermutlich die Regeln der Renaissancearchitektur mit besonderem Augenmerk auf die Konzeption der klassischen Ordnung durch Andrea Palladio kannte. Auch ist es denkbar, dass der Projektant Kontakte mit anderen herausragenden Persönlichkeiten auf dem Feld der Architektur außerhalb des Königreichs Neapel hatte.